# Бабаев, Салман Магомедрасулович
Салма́н Магомедрасу́лович Баба́ев (род. 1 сентября 1955, Дагестанская АССР) — российский управленец, вице-президент ОАО «РЖД» по коммерческой деятельности (2011—2017).
По состоянию на 2019 год, член совета директоров футбольного клуба «Локомотив».

## Биография
В 1978 году окончил Хабаровский институт инженеров железнодорожного транспорта получив специальность «инженер путей сообщения по эксплуатации железных дорог».
По окончании института начал трудовую деятельность на железнодорожной станции Комсомольск-на-Амуре Дальневосточной железной дороги, работал помощником составителя поездов.
На Дальневосточной магистрали С. Бабаев проработал около 10 лет, начиная с должности дежурного по станции, станционного и поездного диспетчера. 
В 1980—1982 годах С. Бабаев возглавлял станцию Комсомольск-Сортировочный, а затем станцию Хабаровск-2. В 1987 году назначен начальником Ургальского отделения Байкало-Амурской магистрали.
На строительстве Байкало-Амурской магистрали С. Бабаев провел 10 лет и вошёл в историю как её последний начальник. В 1997 году БАМ был разделен между Восточно-Сибирской и Дальневосточной железными дорогами. Почти год после этого события С. Бабаев работал первым заместителем начальника Дальневосточной железной дороги, а потом был переведен на Юг — на Северо-Кавказскую железную дорогу. 
В 1999 году С. Бабаев назначен заместителем начальника Московской железной дороги. В 2002 году руководил Центром фирменного транспортного обслуживания (ЦФТО) при Министерстве путей сообщения России. В том же году возглавил Приволжскую железную дорогу. В 2003—2007 годах работал в центральном аппарате ОАО «РЖД» в должности вице-президента.
После того как из ОАО «Российские железные дороги» в процессе реформирования была выделена дочерняя компания по грузовым перевозкам, С. Бабаев стал её генеральным директором.
С 2011 года — вице-президент ОАО «РЖД» по коммерческой деятельности. В мае 2017 года уволился из РЖД по собственному желанию. Это произошло после того, как Генпрокуратура РФ установила, что топ-менеджер лоббировал интересы бизнеса своих сыновей, лично принимал решения, связанные с заключением контрактов в целях их обогащения, как членов совета директоров коммерческой организации и её конечных бенефициаров.
5 марта 2019 года избран членом совета директоров футбольного клуба «Локомотив».
В течение многих лет работал под началом первого и последнего министра путей сообщения РФ и затем тесно дружит, посещает стадион, совместно занимается ветеранскими проектами с Геннадием Фадеевым.

## Награды и звания
- Орден «Знак Почёта»;
- Орден Почёта (1996)[13];
- Орден Александра Невского (2024)[14][15];
- Заслуженный работник транспорта Российской Федерации (2006)[16];
- Благодарность Президента Российской Федерации (1996)[17];
- Благодарность Президента Российской Федерации (1999)[18];
- Памятная медаль «XXX лет Байкало-Амурской магистрали»;
- Почётный гражданин города Тынды (2001)[19];
- Медаль Почётный транспортник Содружества Независимых Государств (2010)[20];
- Почётный железнодорожник;
- Знак «За безупречный труд на железнодорожном транспорте»;
- В рейтинге высших руководителей — газеты «Коммерсантъ» занял V место в номинации «Транспорт» (2010)[21].

## Семья
Лезгин по национальности, Салман Бабаев женат, у него четверо детей (в том числе две дочери) и тринадцать внуков. Сыновья окончили железнодорожные институты, работали на железнодорожном транспорте, занимались бизнесом.